# Epitaksja z fazy gazowej z użyciem związków metaloorganicznych
Epitaksja z fazy gazowej z użyciem związków metaloorganicznych (MOVPE, z ang. metalorganic vapour-phase epitaxy), chemiczne osadzanie z fazy gazowej z użyciem związków metaloorganicznych (MOCVD z ang. metalorganic chemical vapour deposition) – technika osadzania cienkich warstw na powierzchni materiałów poprzez stosowanie związków metaloorganicznych w formie pary. Jest to jedna z technik chemicznego osadzania z fazy gazowej.
Technika ta polega na umieszczaniu odpowiednio przygotowanych materiałów (np: wypolerowanych płytek krzemowych) w specjalnym reaktorze umożliwiającym dokładną kontrolę temperatury i ciśnienia. Do reaktora wprowadza się opary związku metaloorganicznego i inne gazy, które mogą reagować ze związkiem wyjściowym (amoniak, wodór, fosforowodór), prowadząc zwykle do jego częściowej redukcji lub wypierania ligandów organicznych. Proces osadzania jest efektem zarówno reakcji między substratami gazowymi, jak i procesów fizycznych, w tym pirolizy i epitaksji. W rezultacie zazwyczaj otrzymuje się regularne warstwy o właściwościach półprzewodnikowych.
Stosowane związki metaloorganiczne to zazwyczaj proste kompleksy alkilowe metali i półmetali 13, 14 i 15 grupy układu okresowego (glin, gal, ind, german, cyna, arsen, antymon, tellur, selen), a także cynku i kadmu. Proces osadzania nie wymaga wysokiej próżni, lecz ciśnień od atmosferycznego do umiarkowanego podciśnienia (do około dwóch kilopaskali), co jest podstawową zaletą tej metody.
Technika ta jest jedną z metod otrzymywania półprzewodnikowych materiałów do produkcji diod laserowych i elektroluminescencyjnych oraz ogniw słonecznych.